# Dimitri Peters
Dimitri Peters (Gljaden, 4 maggio 1984) è un judoka tedesco, vincitore della medaglia di bronzo nella categoria fino a 100 kg alle Olimpiadi del 2012.

## Palmarès
- Giochi olimpici estivi

2012 - Londra: bronzo nei 100 kg.
- Campionati mondiali di judo

2013 - Rio de Janeiro: bronzo nei 100 kg.
- Campionati europei di judo

2006 - Tampere: bronzo nei 100 kg.